# Erica Dasher
Pour les articles homonymes, voir Dasher.
Erica Dasher, née le 27 octobre 1986 à Houston au Texas, est une actrice américaine. Elle a joué le rôle de Jane Quimby dans la série Jane by Design en 2012.
Avant de jouer dans Jane By Design, elle interprétait le rôle de Madison dans la série The Lake.
Erica Dasher est également producteur du film et documentaire Speak Easy. Il a été produit en 2009 et attend toujours pour sa sortie.
Erica Dasher est diplômée de l'Université de Californie du Sud. Elle est originaire de Houston au Texas, elle réside actuellement à Los Angeles.

## Biographie

### Enfance
Dasher a fréquenté l'école du village sur la côte ouest de Houston, au Texas et a déménagé à Westside High School, d'où elle sort diplômée en 2004.

Elle est ensuite diplômée de l'Université de Californie du Sud, où elle a suivi des études de théâtre, ayant en effet l'intention de devenir cinéaste et producteur. 

### Carrière
Après avoir été co-star dans la web série The Lake dans le rôle de Madison, série produite par WB CEO Jordan Levin et Jason Priestley, où l'on suit les aventures de quatre familles passant leur vacances d'été autour du fictif Lac Eleanor, Erica se lance dans la production de film. Elle forme ainsi avec Sami Kriegstein la société de production Not Just Dead Bodies en 2007, produisant ainsi le documentaire Double Speak au cours des vacances de l'Université. On y raconte la vie d'adolescents excentriques se disputant la gloire du lycée. Bien que tourné en 2009, le film est toujours en post-production et attend toujours d'être distribué.
Elle a également travaillé en tant qu'assistante de production sur le film Release, en 2008.  
Mais c'est en 2011 qu'elle passe les auditions de la série qui la fera connaître au grand public, Jane by Design, série de la chaîne américaine ABC Family. Elle obtint le rôle, bien qu'ayant une cheville cassée. Lorsqu'elle tourne le pilote de la série, où elle tient le rôle de Jane Quimby, elle porte ainsi toujours une chaussure orthopédique.

### Vie privée
Erica Dasher est passionnée par les vêtements vintage.
Elle réside actuellement à Los Angeles.

## Filmographie
| Année | Titre              | Rôle                 | Type          | Notes    |
| ----- | ------------------ | -------------------- | ------------- | -------- |
| 2014  | Awkward            | Gloria couche-toi là | Serie         | Saison 4 |
| 2010  | Chicken on a Pizza | Petite amie de Larry | Court métrage |          |
| 2014  | Wave               | Michelle             | Court métrage |          |
| 2015  | Dating Daisy       | Liz                  | Comédie       |          |

| Année | Titre          | Rôle            | Notes                                         |
| ----- | -------------- | --------------- | --------------------------------------------- |
| 2009  | Vicariously    | Kristy          | "The Dance" (Saison 1: Épisode 4)             |
| 2009  | The Lake       | Madison         | Série régulière                               |
| 2012  | Jane by Design | Jane Quimby     | Rôle principal                                |
| 2013  | Les Experts    | Carrie Sinclair | "Ghost in the past" (Saison 13 : Épisode 21)  |
| 2018  | Timeless       | Alice Paul      | "Mrs. Sherlock Holmes" (Saison 2 : Episode 7) |

## Sources
- (en) Cet article est partiellement ou en totalité issu de l’article de Wikipédia en anglais intitulé « Erica Dasher » (voir la liste des auteurs).
- Erica Dasher sur ABC Family